# Millard Kaufman
Millard Kaufman (* 12. März 1917 in Baltimore, Maryland; † 14. März 2009 in Los Angeles, Kalifornien) war ein US-amerikanischer Drehbuchautor.

## Leben
Kaufman zog nach seinem Studium an der Johns Hopkins University nach New York City. Mit dem Ausbruch des Zweiten Weltkrieges trat er dem United States Marine Corps bei und nahm unter anderem am Kampf um Okinawa teil. Während dieser Zeit infizierte er sich mit der Malaria. Nach dem Krieg zog er mit seiner Frau nach Kalifornien und begann mit dem Verfassen von Drehbüchern. 1949 schrieb er das Drehbuch für den Zeichentrickfilm Ragtime Bear, in dem die Figur des Mister Magoo das erste Mal auftrat; im Jahr darauf folgte mit Punchy de Leon eine Fortsetzung. Während der McCarthy-Ära war er Strohmann für den auf die Schwarze Liste gesetzten Dalton Trumbo und fungierte offiziell als Co-Autor des Film noir Gefährliche Leidenschaft. Seine erste Oscar-Nominierung erhielt Kaufman 1954 für sein Drehbuch für Sprung auf, marsch, marsch! mit Karl Malden und Richard Widmark in den Hauptrollen. Zwei Jahre später wurde er erneut nominiert, diesmal für Stadt in Angst mit Spencer Tracy in der Hauptrolle.
Erst im Alter von 90 Jahren veröffentlichte Kaufman 2007 seinen ersten Roman; sein zweiter Roman war zum Zeitpunkt seines Todes noch nicht erschienen.

## Filmografie (Auswahl)
- 1952: Aladdin und seine Lampe (Aladdin and His Lamp)
- 1953: Sprung auf, marsch, marsch! (Take the High Ground!)
- 1955: Stadt in Angst (Bad Day at Black Rock)
- 1957: Das Land des Regenbaums (Raintree County)
- 1959: Wenn das Blut kocht, auch: Barfuß in die Ewigkeit (Never so Few)
- 1965: Die Normannen kommen (The War Lord)
- 1974: Drei Strolche in der Wildnis (Living Free)
- 1974: Verflucht sind sie alle (The Klansman)
- 1978: Eines Tages in Galiläa (The Nativity)
- 1980: Enola Gay – Bomber des Todes (Enola Gay)

## Auszeichnungen
- 1954: Oscar-Nominierung für Sprung auf, marsch, marsch!
- 1956: Oscar-Nominierung für Stadt in Angst

## Romane
- 2007: Bowl of Cherries